# Generál
Generál — одна из наиболее знаковых венгерских рок-групп 70-х, заняла 1-е место на радио-конкурсе «Made in Hungary» в 1974 году.

## История
Группу создали в 1971 году клавишник Матьяш Варконьи (Várkonyi Mátyás), бывший участник команды «Zé-Gé» (сокращение от Zenei Gimnázium — Музыкальная Школа), и бас-гитарист Габор Новаи (Novai Gábor), вышедший из состава «Corvina». К ним присоединились два гитариста из группы «Ferm» — Иштван Габор Акош (Ákos István Gábor) и Янош Карачонь (Karácsony János), а также барабанщик Лайош Рекк (Reck Lajos) и вокалист Шандор Ревес (Révész Sándor). Практически сразу же они скооперировались с женским вокальным трио «Mikrolied», в составе которого были Эва Варсеги (Várszegi Éva), Хеди Шеленьи (Selényi Hédi) и Анна-Мария Херцку (Herczku Annamária). В 1972 году «Generál & Mikrolied» приняли участие в национальном конкурсе талантов «Ki mit tud?» («Кто что умеет?») с композицией «Mit tehet az ember» («Что может сделать человек») и поделили 3-е место с группой «Zephyr», обойдя при этом аналогичный альянс «Kócbabák & Stereo». В том же году «Generál & Mikrolied» получили за эту же песню приз зрительских симпатий на «Táncdalfesztivál». После всех этих успехов музыканты и вокалистки совершили турне по Италии.
В 1973 году «Generál & Mikrolied» записали очень сильный дебютный альбом «Staféta», который был № 2 в годовом национальном хит-параде Slágerlistá'73, уступив первую строчку только очередному альбому группы «Omega». Их композиция «Kövér a Nap» была № 6, «Fűrész» — № 11, «Kérdés» — № 17 и «Felelet» — № 20 в национальном годовом Slágerlistá ТОР20. После этого гитарист Иштван Габор Акош был призван на военную службу, и гитару в руки был вынужден взять сам Матьяш Варконьи. На следующий год «Generál & Mikrolied» приняли участие в радио-конкурсе «Made in Hungary» и заняли там 1-е место с композицией «Csöngess be jó barát», которая была № 4 в годовом хит-параде за 1974 год. После этого успеха группа совершила концертное турне по странам Скандинавии.
После зарубежного тура группа испытала первый кризис: гитарист Янош Карачонь ушёл в супергруппу «Locomotiv GT», а вокалист Шандор Ревес — в «Piramis». Ушёл также барабанщик Лайош Рекк, которого ненадолго заменил Андраш Пота (Póta András) из группы «P. Mobil», а новым гитаристом так же ненадолго стал Карой Пацари (Paczári Károly). В новом составе группа записала англоязычный альбом «Rockin' & Rollin'», который был издан в Польше, а отдельные композиции с альбома были даже выпущены как синглы в Западной Германии и Нидерландах. Также в Венгрии вышел их альбом «Generál II», который был послабее первого и занял 6-ю строчку в годовом Slágerlistá'75. Практически сразу после этого они расстались с девушками из «Mikrolied».
1 февраля 1976 года состав группы опять изменился: из команды «Olympia» в «Generál» перешли вокалист Карой Хорват (Horváth Károly) по кличке Charlie и очень талантливый гитарист Тибор Татраи (Tátrai Tibor), а барабанщиком стал Янош Шолти (Solti János), ранее игравший в «Non-Stop». Группа начала готовить материал для нового альбома и активно сотрудничать с другими исполнителями, в частности, Габор Новаи написал для популярной венгерской певицы Жужи Черхати композицию «Pinokkió». В 1977 году группа выпустила альбом «Zenegép», однако он получился ещё менее удачным, чем предыдущий, и был лишь № 8 в годовом национальном Slágerlistá'77. После этого Янош Шольти ушёл в команду «Locomotiv GT». «Generál» приняли участие в радио-конкурсе «A Tessék választani!» с композицией «Gyerünk, rock and roll», а в конце года — в телефестивале «Metronóm» с песней «Különös szilveszter», благодаря которой пробились в финальную часть турнира и получили специальную Премию венгерского телевидения.
В 1978 году участники группы продолжили сотрудничать с певицей Жужей Черхати, в частности, женский вокал на их альбомах «Heart of Rock» (1978) и «Piros bicikli» (1979) принадлежит именно ей. Альбом «Heart of Rock» на английском языке снова был выпущен в Польше. Также в 1979 году Жужа Черхати исполнила композицию «Különös szilveszter» в диско-обработке на международном музыкальном фестивале «Интервидение» в Сопоте и заняла 3-е место. Однако последний альбом группы «Piros bicikli» получился настолько неудачным, что даже не вошёл в национальный ТОР10, и группа была вынуждена объявить о своём распаде. После этого Габор Новаи перешёл в команду «Hungária», Тибор Татраи — в рок-группу «Skorpió», Чарли вернулся в родную «Olympia», а Матьяш Варконьи стал директором созданного им рок-театра.

## Синглы
1972 — Kövér A Nap / Százéves Kút 

1972 — Lehajtott Fejjel / Ha Ismerném 

1972 — Mit Tehet Az Ember (на второй стороне — Korong: «Menj El, Szólt A Lány») 

1973 — A Felhők Fölött Mindig Kék Az Ég (на второй стороне — Szűcs Judit: «Majd Megfordul A Szél») 

1974 — Csöngess Be, Jóbarát! (на второй стороне — Corvina: «Régi Utcán») 

1975 — Everybody Join Us / Weather Cock (Нидерланды, ФРГ) 

1975 — I Am So Lazy / A Song For You (Польша) 

1977 — Különös Szilveszter (на второй стороне — Sprint: «Szó Ami Szó») 

1978 — Heart Of Rock / Faraway The River Ends (Польша) 

1978 — Játszd Újra El / Yeti, A Hegyi Ember

## Альбомы
1973 — Staféta (№ 2 в годовом TOP10 Slágerlistá'73)

1975 — Rockin' & Rollin' (Польша) 

1975 — Generál II (№ 6 в годовом TOP10 Slágerlistá'75)

1977 — Zenegép (№ 8 в годовом TOP10 Slágerlistá'77)

1978 — Heart of Rock (Польша) 

1979 — Piros bicikli